# Pellionia pachypoda
Pellionia pachypoda är en nässelväxtart som först beskrevs av Friedrich Ludwig Diels, och fick sitt nu gällande namn av R.J. Johns. Pellionia pachypoda ingår i släktet Pellionia och familjen nässelväxter. Inga underarter finns listade i Catalogue of Life.